# 七路街道
七路街道，曾是中华人民共和国辽宁省沈阳市铁西区下辖的一个乡镇级行政单位。2019年12月，撤销七路街道，辖区分别划入重工街道和工人村街道。

## 行政区划
七路街道下辖以下地区：
。